# Liste der denkmalgeschützten Objekte in Ladis
Die Liste der denkmalgeschützten Objekte in Ladis enthält die 21 denkmalgeschützten, unbeweglichen Objekte der Gemeinde Ladis im Bezirk Landeck.

## Denkmäler
| Foto  |                 | Denkmal                                                                        | Standort                                        | Beschreibung | Metadaten |
| ----- | --------------- | ------------------------------------------------------------------------------ | ----------------------------------------------- | --- | --- |
| ja    | Datei hochladen | Friedhof Ladis HERIS-ID: 76091 Objekt-ID: 89633 TKK: 116303                    | Dorfstraße Standort KG: Ladis                   | Der Friedhof umgibt die Pfarrkirche hl. Martin und ist zur Dorfstraße hin mit einer Mauer eingefriedet. Am Eingangspfeiler befinden sich Nischenfiguren der hll. Anna und Martin um 1700. Mehrere Gräberreihen mit großteils schmiedeeisernen Grabkreuzen. | BDA-Hist.: Q38142330 Status: § 2a Stand der BDA-Liste: 2025-06-30 Name: Friedhof Ladis GstNr.: 1 Friedhof Ladis                                |
| ja    | Datei hochladen | Kriegerdenkmal Ladis HERIS-ID: 76092 Objekt-ID: 89634 TKK: 116304              | Dorfstraße Standort KG: Ladis                   | Das Kriegerdenkmal liegt vis-à-vis des Eingangs zur Pfarrkirche auf dem Friedhof und wurde 1930 geschaffen. Das Gemälde der Pietà stammt von Thomas Walch. | BDA-Hist.: Q38142355 Status: § 2a Stand der BDA-Liste: 2025-06-30 Name: Kriegerdenkmal Ladis GstNr.: 1 Kriegerdenkmal (Ladis)                  |
| ja    | Datei hochladen | Kath. Pfarrkirche hl. Martin HERIS-ID: 55679 Objekt-ID: 64437 TKK: 28751       | Dorfstraße Standort KG: Ladis                   | Urkundlich 1497, 1683 nach Brand erneuert. Der heutige klassizistische Bau wurde von 1829 bis 1831 von Architekt Johann Moosbrugger errichtet. Gewölbedeckenbild Bergpredigt von Johann Kärle aus 1879. Im Chor Fresko hl. Martin von Josef Prantl aus 1961. Altarbild hl. Martin als Fürbitter vor der Madonna von Josef Arnold der Ältere aus 1833. Rechtes Altarbild Geburt Christi von Kaspar Jele. Barocker Kruzifix von Andreas Kölle 1. Hälfte des 18. Jahrhunderts. | BDA-Hist.: Q15840319 Status: § 2a Stand der BDA-Liste: 2025-06-30 Name: Kath. Pfarrkirche hl. Martin GstNr.: .1 Pfarrkirche hl. Martin (Ladis) |
| ja BW | Datei hochladen | Widum Ladis HERIS-ID: 55677 Objekt-ID: 64434 TKK: 41771                        | Dorfstraße 3 Standort KG: Ladis                 | Das Widum steht vis-à-vis Hauptportalseite der Pfarrkirche hl. Martin. Es wurde anstelle eines Vorgängerbaues zwischen 1903 und 1905 im Heimatstil erbaut. Der dreigeschoßige Mauerbau mit Walmdach hat talseitig einen geschoßhohen Sockel aus unverputztem Natursteinmauerwerk, die Gliederung der Fassaden erfolgt durch Eckerker und risalitartige Elemente. | BDA-Hist.: Q38067138 Status: § 2a Stand der BDA-Liste: 2025-06-30 Name: Widum Ladis GstNr.: .2 Widum (Ladis)                                   |
| ja    | Datei hochladen | Totenkapelle HERIS-ID: 76093 Objekt-ID: 89635 TKK: 116295                      | Dorfstraße 3 Standort KG: Ladis                 | Die Totenkapelle steht beim Widum vis-à-vis der Hauptportalseite der Pfarrkirche hl. Martin. Sie wurde um 1992 erbaut. | BDA-Hist.: Q38142379 Status: § 2a Stand der BDA-Liste: 2025-06-30 Name: Totenkapelle GstNr.: .2 Totenkapelle (Ladis)                           |
| ja    | Datei hochladen | Martineshaus HERIS-ID: 45643 Objekt-ID: 47020 TKK: 116300                      | Dorfstraße 4 Standort KG: Ladis                 | Dieses Haus stammt aus dem 16. bis 18. Jahrhundert. Es weist eine interessante Portallösung und im Süden ein Marienfresko aus dem 18. Jahrhundert auf. Für das Zentrum von Ladis ist es ortsbildbestimmend. | BDA-Hist.: Q38017151 Status: Bescheid Stand der BDA-Liste: 2025-06-30 Name: Martineshaus GstNr.: .43/1 Martineshaus (Ladis)                    |
| ja    | Datei hochladen | Gasthof Zur Rose HERIS-ID: 39849 Objekt-ID: 39683 TKK: 116299                  | Dorfstraße 6 Standort KG: Ladis                 | Das Gebäude wurde 1968/1969 (gemeinsam mit dem anschließenden Gemeindehaus) in den Formen und Proportionen des alten Renaissancehauses unter Einbeziehung der ursprünglichen Giebelfassade neuerbaut. Die reiche Fassadenmalerei von 1590 wurden vom Altbau abgenommen und am Neubau wieder angebracht. Das ehemalige zweigeschoßiges Durchfahrtshaus war ein traditionsreiches Wirtshaus unter einem Satteldach mit Bundwerkgiebel und wurde ursprünglich über eine hölzerne Freitreppe ins Obergeschoß erschlossen. An der Fassade Architekturmalerei sowie einzelne Darstellungen: Christus Salvator, Bekehrung des Saulus, Enthauptung des hl. Johannes des Täufers, gesatteltes Pferd. Am Giebel findet sich die Bezeichnung 1590. Laut Bauinschrift wurde das Haus von Hanns Märckh und seiner Gattin Katharina errichtet. Der Wirtshausausleger des ehemaligen Gasthauses Rose ist erhalten. | BDA-Hist.: Q37991470 Status: Bescheid Stand der BDA-Liste: 2025-06-30 Name: Gasthof Zur Rose GstNr.: .42                                       |
| ja    | Datei hochladen | Haus Röcheler / Recheler HERIS-ID: 39847 Objekt-ID: 39681 TKK: 116297          | Dorfstraße 7 Standort KG: Ladis                 | Durchfahrtshaus, Bundwerk, erbaut im 18. Jahrhundert. | BDA-Hist.: Q37991450 Status: Bescheid Stand der BDA-Liste: 2025-06-30 Name: Haus Röcheler / Recheler GstNr.: .4/1 Rechelerhaus Ladis           |
| ja    | Datei hochladen | Gemeindehaus HERIS-ID: 55678 Objekt-ID: 64436 TKK: 116298                      | Dorfstraße 8 Standort KG: Ladis                 | Das Mittelflurhaus wurde zwischen 1520 und 1525 erbaut und war ursprünglich ein materiell geteiltes Bauernhaus. 1968/69 kam das Haus in den Besitz der Gemeinde und wurde bis 1971 abgetragen und gemeinsam mit dem anschließenden Gasthof Zur Rose neu errichtet. Die Fassadenmalerei des späten 16. und des 17. Jahrhunderts wurde vom Restaurator Franz Walliser auf den Neubau übertragen. | BDA-Hist.: Q38067150 Status: § 2a Stand der BDA-Liste: 2025-06-30 Name: Gemeindehaus GstNr.: .41                                               |
| ja    | Datei hochladen | Paarhof HERIS-ID: 46108 Objekt-ID: 47770 TKK: 116301                           | Dorfstraße 11 Standort KG: Ladis                | Das zweigeschoßige Durchfahrtshaus stammt im Kern aus dem 16. Jahrhundert. Es hat ein Rundbogenportal und unregelmäßig angeordnete Fenster mit Putzfaschen. Vermutlich sind alte Fassadenmalereien vorhanden. | BDA-Hist.: Q38019280 Status: Bescheid Stand der BDA-Liste: 2025-06-30 Name: Paarhof GstNr.: .6 Paarhof (Ladis)                                 |
| ja    | Datei hochladen | Stockerhaus HERIS-ID: 39848 Objekt-ID: 39682 TKK: 116296                       | Dorfstraße 13 Standort KG: Ladis                | Zweigeschoßiges Mittelflurhaus mit Rundbogenportal und darüber ein Erker bis in den Giebel hochgezogen. Erker wie Fassade reich bemalt und mit 1626 bezeichnet. | BDA-Hist.: Q37991460 Status: Bescheid Stand der BDA-Liste: 2025-06-30 Name: Stockerhaus GstNr.: .29 Stockerhaus (Ladis)                        |
| ja    | Datei hochladen | Bauernhaus HERIS-ID: 39850 Objekt-ID: 39684 TKK: 116302                        | Platte 1 Standort KG: Ladis                     | Das Oberinntaler Durchfahrtshaus ist im rechten Winkel an das Nachbarhaus angebaut. Es stammt aus der 1. Hälfte des 16. Jahrhunderts und wurde um 2010 instand gesetzt, der angebaute Stadel wurde bereits früher abgetragen. Der zweigeschoßige Mauerbau mit Satteldach ist im Giebelbereich in Ständerbauweise aufgeführt und asymmetrisch durch eine große Rundbogenöffnung erschlossen. Dem in Holzbauweise errichteten, mit einem einfachen Fluggespärr versehenen Giebel ist ein Söller vorgelagert. Innen breiter, gewölbter Flur mit Stichkappen, im Erdgeschoß ein, im Obergeschoß zwei tonnengewölbte Räume. | BDA-Hist.: Q37991481 Status: Bescheid Stand der BDA-Liste: 2025-06-30 Name: Bauernhaus GstNr.: .71 Bauernhaus Platte 1, Ladis                  |
| ja    | Datei hochladen | Nepomukbrunnen HERIS-ID: 76090 Objekt-ID: 89632 TKK: 116308                    | Platte 2 Standort KG: Ladis                     | Der Brunnen mit Figur hl. Johann Nepomuk ist aus der 1. Hälfte des 18. Jahrhunderts. | BDA-Hist.: Q38142308 Status: § 2a Stand der BDA-Liste: 2025-06-30 Name: Nepomukbrunnen GstNr.: 1239/1 Nepomukbrunnen (Ladis)                   |
| ja    | Datei hochladen | Heiselerhof mit Wirtschaftsgebäude HERIS-ID: 44225 Objekt-ID: 44976 TKK: 83579 | Platte 3 Standort KG: Ladis                     | Der Heiselerhof ist ein mächtiger, lang gestreckter Durchfahrtshof mit rückwärtig an das Wohngebäude angebautem Wirtschaftsgebäude. Er stammt aus der 1. Hälfte des 16. Jahrhunderts. Das Wohngebäude mit Satteldach ist zweigeschoßig gemauert und giebelseitig durch einen breiten Mittelflur erschlossen, die Fassaden sind unregelmäßig gegliedert, die südseitige Giebelfassade wird teilweise vom angebauten Nachbargebäude verdeckt. Das große rundbogige abgefaste Portal hat ein aufgedoppeltes Tor mit Gehtüre. Im Obergeschoß Polygonalerker über wulstartigem Anlauf aus den 1930er Jahren. In der Mittelachse der Eingangsfassade barockes Freskomedaillon mit einem Gnadenbild Mariahilf aus der 2. Hälfte des 18. Jahrhunderts, an der Nordfassade gemaltes Bindenschild im Giebelbereich. Das Wirtschaftsgebäude ist ein lang gestreckter, zweigeschoßiger Bau mit Satteldach und giebelseitiger Tennenzufahrt, es besteht aus einem Stall in unverputztem Bruchsteinmauerwerk und einem Stadel in Ständerbauweise. Die Flure sind in beiden Geschoßen gewölbt, ebenso sind die Küche und der Treppenaufgang überwölbt, die Täfelung der Stube stammt aus dem Jahre 1861. | BDA-Hist.: Q38007596 Status: Bescheid Stand der BDA-Liste: 2025-06-30 Name: Heiselerhof mit Wirtschaftsgebäude GstNr.: .67 Heiselerhof, Ladis  |
| ja    | Datei hochladen | Auferstandenenbrunnen HERIS-ID: 76097 Objekt-ID: 89639 TKK: 116307             | bei Razilweg 1 Standort KG: Ladis               | Der Brunnen mit Figur Auferstandener Christus ist aus dem 3. Viertel des 17. Jahrhunderts und wird Adam Payr zugeschrieben. | BDA-Hist.: Q38142406 Status: § 2a Stand der BDA-Liste: 2025-06-30 Name: Auferstandenenbrunnen GstNr.: 1239/1 Auferstandenbrunnen (Ladis)       |
| ja    | Datei hochladen | Bildstock hl. Martin HERIS-ID: 76101 Objekt-ID: 89643 TKK: 116309              | bei Razilweg 16 Standort KG: Ladis              | Nischenbildstock mit einem Bild hl. Martin am Ortsrand von Fisserberg. Daneben Barockkruzifix (etwa um 1730). | BDA-Hist.: Q38142452 Status: § 2a Stand der BDA-Liste: 2025-06-30 Name: Bildstock hl. Martin GstNr.: 1270 Bildstock hl. Martin (Ladis)         |
| ja    | Datei hochladen | Burgruine Laudeck / Laudegg HERIS-ID: 39851 Objekt-ID: 39685 TKK: 28752        | Schlossweg 18 (Burg Laudegg) Standort KG: Ladis | Die Burg wurde 1239 erstmals urkundlich erwähnt und war seit 1259 in landesfürstlichem Besitz und Mittelpunkt des Gerichtes Laudeck. Mit der Verlegung des Gerichtes nach Sigmundsried im 17. Jahrhunderts begann der Verfall, 1943 und 1967/69 wurde die Burg teilweise wiederaufgebaut. Es handelt sich um eine einfache Anlage mit dem erhaltenen Wohnturm aus dem frühen 13. Jahrhundert im Zentrum, einem nordöstlich angebauten Wohnteil, Zwinger und einer Vorburg aus dem 15./16. Jahrhundert. | BDA-Hist.: Q1012866 Status: Bescheid Stand der BDA-Liste: 2025-06-30 Name: Burgruine Laudeck / Laudegg GstNr.: .56 Burg Laudegg                |
| ja    | Datei hochladen | Kalvarienberg HERIS-ID: 76100 Objekt-ID: 89642 TKK: 116310                     | bei Unterdorf 6 Standort KG: Ladis              | Die große Golgotha-Gruppe mit drei überdachten Kreuzen auf einer leichten Geländekuppe wurde 1840 aufgestellt. Die Schnitzfiguren Christus und die beiden Schächer stammen von Ignaz Falbesoner. | BDA-Hist.: Q38142429 Status: § 2a Stand der BDA-Liste: 2025-06-30 Name: Kalvarienberg GstNr.: 987                                              |
| ja    | Datei hochladen | Lourdeskapelle HERIS-ID: 76102 Objekt-ID: 89644 TKK: 116305                    | Standort KG: Ladis                              | Der einfache Holzbau mitten im Wald wird als Lourdeskapelle verwendet. | BDA-Hist.: Q38142478 Status: § 2a Stand der BDA-Liste: 2025-06-30 Name: Lourdeskapelle GstNr.: 1224/2 Lourdeskapelle (Ladis)                   |
| ja    | Datei hochladen | Waldkapelle HERIS-ID: 76103 Objekt-ID: 89645 TKK: 116306                       | Standort KG: Ladis                              | Die Waldkapelle wurde 1971 bis 1973 (unterschiedliche Angaben) erbaut, weit vorkragendes Satteldach, Rechteckfenster, keine Eingangstür. Auf dem Altartisch innen stehen ein Kruzifix und eine Pietà. | BDA-Hist.: Q38142504 Status: § 2a Stand der BDA-Liste: 2025-06-30 Name: Waldkapelle GstNr.: 1224/2 Waldkapelle (Ladis)                         |
| ja    | Datei hochladen | Feuerwehrgebäude HERIS-ID: 97982 Objekt-ID: 113851 TKK: 33646                  | Platte 3, bei Standort KG: Ladis                | Das nach 1872 erbaute Feuerwehrhaus entspricht einem früher in kleineren Gemeinden weit verbreiteten Gebäudetypus. Das eingeschoßige Gebäude über längsrechteckigem Grundriss ist als Holzständerkonstruktion mit vertikaler Verbretterung errichtet und hat ein zweiflügeliges Holztor an der Giebelseite. Der Holzsatteldachstuhl ist mit Ziegeln gedeckt. Der an einer Giebelseite anschließende Schlauchturm ist als Holzständerkonstruktion mit waagrechter Verbretterung und Satteldach ausgeführt. | BDA-Hist.: Q37770979 Status: Bescheid Stand der BDA-Liste: 2025-06-30 Name: Feuerwehrgebäude GstNr.: .64 Altes Feuerwehrgebäude (Ladis)        |